# Eremopola lenis
Eremopola lenis là một loài bướm đêm trong họ Noctuidae.